# Dorona Alberti
Dorona Alberti (1975) is een Nederlandse zangeres en actrice. Ze studeerde aan de Universiteit van Amsterdam en Codarts in Rotterdam. Ze zong op zeven CD's van de groep KMFDM.
Ferdi Lancee kende Alberti van de Rockacademie in Tilburg, en samen met Barend Fransen schreven ze het nummer Marvin & Miles voor haar. Sinds 2007 is ze zangeres van Gare du Nord, de band van Lancee en Fransen.
Alberti trad in 2022 15 keer als special guest op in de Vrijthofconcerten van André Rieu in Maastricht.Ook in 2023 trad ze op tijdens deze concerten.
Dorona Alberti heeft een relatie met kunstenaar Diederik Schneemann. 